# Жан-Луї Арель
Жан-Луї Арель (фр. Jean-Louis Harel, 9 вересня 1965) — французький велогонщик.
Бронзовий призер Олімпійських Ігор 1992 року в роздільній командній гонці.